# Justine Bayigga
Justine Bayigga (sinh ngày 15 tháng 1 năm 1979 tại Kayunga) là một nữ vận động viên chạy nước rút ở Ugandan, chuyên về 400 mét. Bayigga đại diện cho Uganda tại Thế vận hội Mùa hè 2008 ở Bắc Kinh, nơi cô thi đấu ở nội dung 400 mét nữ. Cô chạy trong sức nóng thứ hai, chống lại sáu vận động viên khác, bao gồm Libania Grenot của Ý, và người giữ kỷ lục thế giới trong tương lai Amantle Montsho của Botswana. Cô đã hoàn thành cuộc đua nước rút ở vị trí cuối cùng, với thời gian 54,15 giây, không thể tiến vào bán kết.